# Black or White
Black or White este o piesă single a cântărețului Michael Jackson de pe albumul Dangerous, lansat în Octombrie 1991. Single-ul este considerat ca fiind cea mai mare vânzare a anilor 1990. Single-ul a ajuns numărul 1 în topul Billboard Hot 100 pentru șapte săptămâni consecutive, fiind single-ul cu numărul 12 al lui Jackson care ajunge pe cea mai înaltă poziție în topul american, și totodată, primul single al acestuia din anii 1990 care a ajuns pe cea mai înaltă poziție. În videoclipul single-ului apare Macaulay Culkin, bun prieten cu Jackson, care la vremea lansării single-ului era vedetă la Hollywood datorită succesului dobândit cu filmul Singur acasă. 

## Lansare
Hit-ul a fost lansat pe data de 11 Octombrie 1991.

## Recepție
Black or White a luat cu asalt Billboard's Hot 100.

## Tracklist

### Lansări Originale
1. "Black or White" (Single Version) – 3:22
2. "Black or White" (Instrumental) – 3:22
3. "Smooth Criminal" – 4:16

### Black or White: Remixuri
1. The Clivillés & Cole House/Club Mix
2. The Clivillés & Cole House/Dub Mix
3. The Underground Club Mix
4. House With Guitar Radio Mix
5. Tribal Beats

## Mixuri
1. Album version – 4:17
2. Single version – 3:22
3. Instrumental – 3:22
4. Clivillés & Cole House/Club Mix - 7:32
5. Clivillés & Cole Radio Mix – 3:33
6. Clivillés & Cole House w/Guitar Radio Mix – 3:50
7. Underground Club Mix

## Poziție
| Chart (1991)                         | Peak position |
| ------------------------------------ | ------------- |
| United States - US Billboard Hot 100 | 1             |
| United Kingdom - UK Singles Chart    | 1             |
| Australian Singles Chart             | 1             |
| Brazilia                             | 1             |
| Belgium Singles Chart                | 1             |
| Canadian Singles Chart               | 1             |
| French Singles Chart                 | 1             |
| Irish Singles Chart                  | 1             |
| Italian Singles Chart                | 1             |
| New Zealand Singles Chart            | 1             |
| Norwegian Singles Chart              | 1             |
| Singapore                            | 1             |
| Spania                               | 1             |
| Swedish Singles Chart                | 1             |
| Swiss Singles Chart                  | 1             |
| Austrian Singles Chart               | 1             |
| German Singles Chart                 | 1             |
| Danish Singles Chart                 | 1             |
| Dutch Singles Chart                  | 1             |
| Chart (2009)                         | Peak position |
| Austrian Singles Chart               | 17            |
| Danish Singles Chart                 | 22            |
| New Zealand Singles Chart            | 16            |
| Norwegian Singles Chart              | 18            |
| Swiss Singles Chart                  | 7             |
| UK Singles Chart                     | 25            |
| US Billboard Hot Digital Songs       | 13            |

## Certificați
| Country       | Certification | Sales     |
| ------------- | ------------- | --------- |
| United States | Platinum      | 1,000,000 |
| Australia     | 2xPlatinum    | 140,000   |
| New Zealand   | Platinum      | 15,000    |

## Credite
- The song is based on "It's All Too Much" written by George Harrison, which appears on The Beatles's 1968 film Yellow Submarine[necesită citare]
- Written and composed by Michael Jackson
- Rap lyrics by Bill Bottrell
- Produced by Michael Jackson and Bill Bottrell
- Recorded and mixed by Bill Bottrell
- Solo and background vocals: Michael Jackson
- Drums: Bryan Loren
- Percussion: Brad Buxer and Bill Bottrell
- Bass: Bryan Loren (moog) and Terry Jackson (chitară bas)
- Keyboards: Brad Buxer, John Barnes and Jason Martz
- Guitar: Bill Bottrell
- Heavy metal guitar: Tim Pierce
- Speed sequencer: Michael Boddicker and Kevin Gilbert
- Morphing Sound Effect: Scott Frankfurt
- Rap performed by L.T.B.
- "Intro":
  - Special guitar performance by Slash
  - Directed by Michael Jackson
  - Composed by Bill Bottrell
  - Engineering and sound design: Matt Forger
  - Son played by Andres McKenzie
  - Father played by L.T.B.